# Michael Heidelberger (Immunologe)

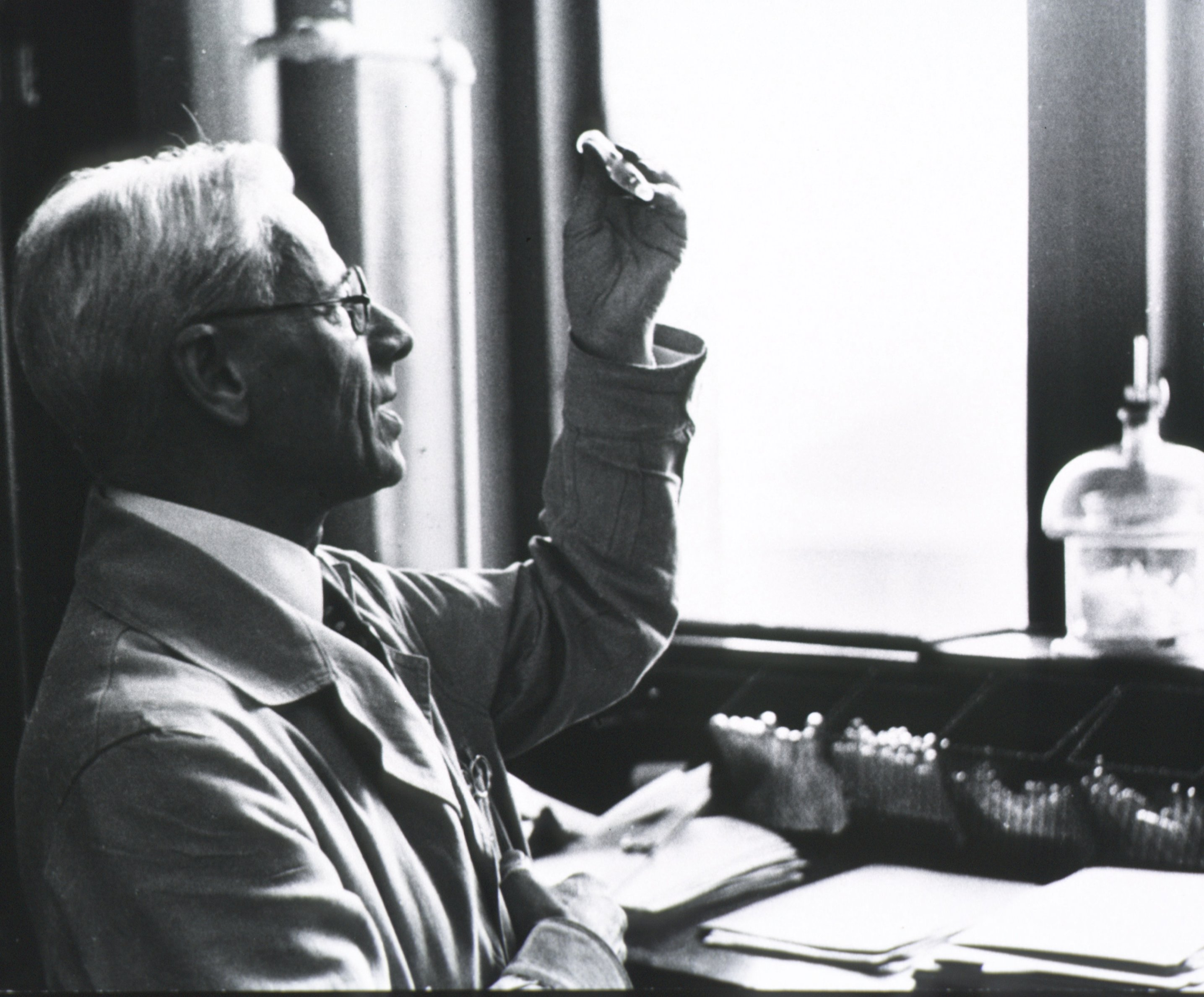
Michael Heidelberger, 1954

Michael J. Heidelberger (* 29. April 1888 in New York City; † 25. Juni 1991 ebenda) war ein amerikanischer Chemiker und Immunologe. Er wirkte von 1912 bis 1927 am Rockefeller Institute for Medical Research, von 1928 bis 1956 als Professor an der Columbia University und als Chemiker am New Yorker Presbyterian Hospital, von 1955 bis 1964 als Gastprofessor an der Rutgers University sowie danach bis zu seinem Tod als außerplanmäßiger Professor an der New York University.
Nachdem Michael Heidelberger sich zu Beginn seiner Laufbahn vorrangig mit Themen der Wirkstoffchemie und der chemischen Analytik beschäftigt hatte, wandte er sich später der immunologischen Forschung zu. In diesem Bereich untersuchte er vor allem die chemische Natur von Antikörpern und Antigenen sowie die als Präzipitation bezeichnete Reaktion zwischen bakteriellen Polysacchariden und Antikörpern. Er konnte insbesondere nachweisen, dass Antikörper Proteine sind, und legte außerdem die Grundlagen für immunchemische Analyseverfahren wie ELISA und RIA.
Aufgrund seiner Forschungsergebnisse gilt Michael Heidelberger als Mitbegründer der modernen Immunbiologie und insbesondere der quantitativen Immunchemie. Für seine grundlegenden Beiträge zur Immunologie erhielt er unter anderem 1953 den Albert Lasker Award for Basic Medical Research, 1967 die National Medal of Science, 1977 den Louisa-Gross-Horwitz-Preis und 1978 den Albert Lasker Award for Clinical Medical Research. Außerdem gehörte er ab 1942 der National Academy of Sciences und ab 1975 der Royal Society an. Er war bis kurz vor seinem Tod wissenschaftlich aktiv und veröffentlichte in über sieben Jahrzehnten insgesamt 365 wissenschaftliche Abhandlungen.

## Leben

### Ausbildung und Tätigkeit am Rockefeller Institute

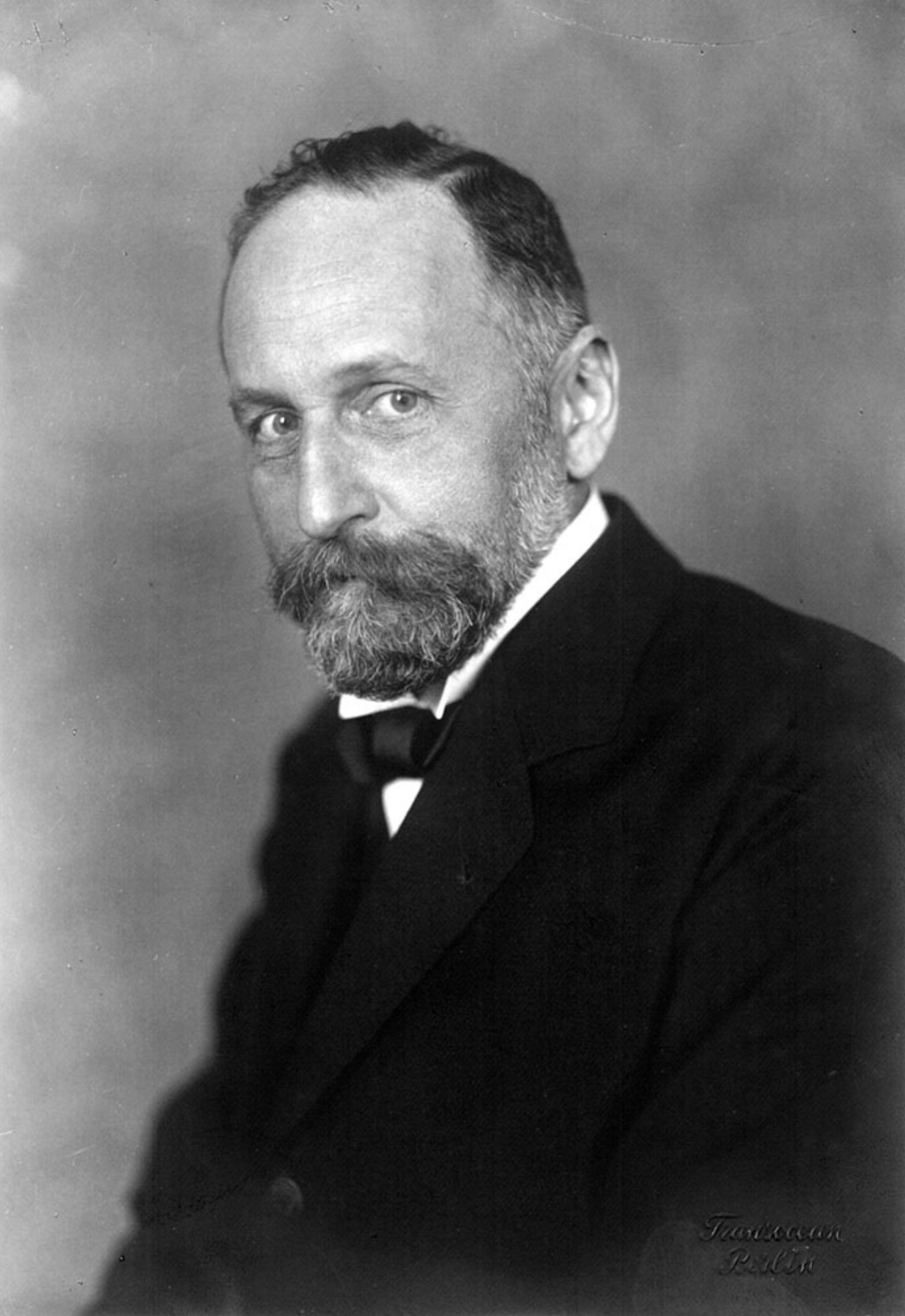
Beim späteren Nobelpreisträger Richard Willstätter an der ETH in Zürich verbrachte Michael Heidelberger ein Jahr als Post-Doktorand

Michael Heidelberger wurde 1888 im New Yorker Stadtbezirk Manhattan geboren. Sein Vater, der als Handelsreisender tätig war, und seine Mutter gehörten der Mittelschicht an. Die jüdischstämmigen Großeltern waren rund vier Jahrzehnte vor seiner Geburt aus Deutschland ausgewandert und hatten sich in Idaho niedergelassen. Seine Mutter bestand darauf, dass er und sein jüngerer Bruder Deutsch und Französisch lernten. Nachdem er sich in der Schule bereits früh für Chemie interessiert hatte, begann er 1905 ein entsprechendes Studium an der Columbia University in seiner Heimatstadt, an der er 1908 einen B.S.- sowie ein Jahr später einen A.M.-Abschluss erlangte. 1911 beendete er sein Studium an der Columbia University mit der Promotion in organischer Chemie zu Chinazolinderivaten. Anschließend entschied er sich auf Anraten des Arztes der Familie, der als Physiologe am Rockefeller Institute for Medical Research tätig war, für einen Forschungsaufenthalt im Ausland. Er ging für ein Jahr an die Eidgenössische Technische Hochschule Zürich, an der er im Labor des späteren Nobelpreisträgers Richard Willstätter mit Arbeiten zu Cyclooctatetraen seine Orientierung auf die organische Chemie vertiefte. Die Zeit in Zürich blieb bis zu seinem Tod der längste Abschnitt seines Lebens, den er außerhalb von Manhattan verbrachte.
Nach seiner Rückkehr in die Vereinigten Staaten erhielt er im September 1912 eine Anstellung am Rockefeller Institute for Medical Research. Gemeinsam mit Walter Abraham Jacobs und Simon Flexner arbeitete er hier an der Synthese von therapeutisch nutzbaren Arsenverbindungen. Während des Ersten Weltkrieges bildete Michael Heidelberger ab 1915 als Offizier des Medical Corps der United States Army am Rockefeller Institute Ärzte und technische Assistenten in Laborarbeit aus. Darüber hinaus setzte er seine Forschungsarbeiten zur Wirkstoffsynthese fort. Nach dem Ende des Krieges wandten sich Michael Heidelberger und Walter Jacobs neuen Forschungsthemen zu. Während dieser Zeit entwickelte er im Rahmen von Studien zu Blutfarbstoffen mit der Kühlzentrifuge ein Laborgerät, das bis in die Gegenwart von verschiedenen Herstellern produziert wird und weltweit in Laboren im Einsatz ist. Von der Firma, welche die Vermarktung des Geräts übernahm, erhielt er 50 US-Dollar für das Schreiben der Bedienungsanleitung. Kurze Zeit später begann er mit Karl Landsteiner, der im Jahr 1922 an das Rockefeller Institute gewechselt war, sowie mit Oswald Avery und Walther F. Goebel, die am Institut Pneumokokken erforschten, bei der Untersuchung der chemischen Eigenschaften von Polysacchariden aus der Kapsel von Bakterien zusammenzuarbeiten.

### Forschung an der Columbia University

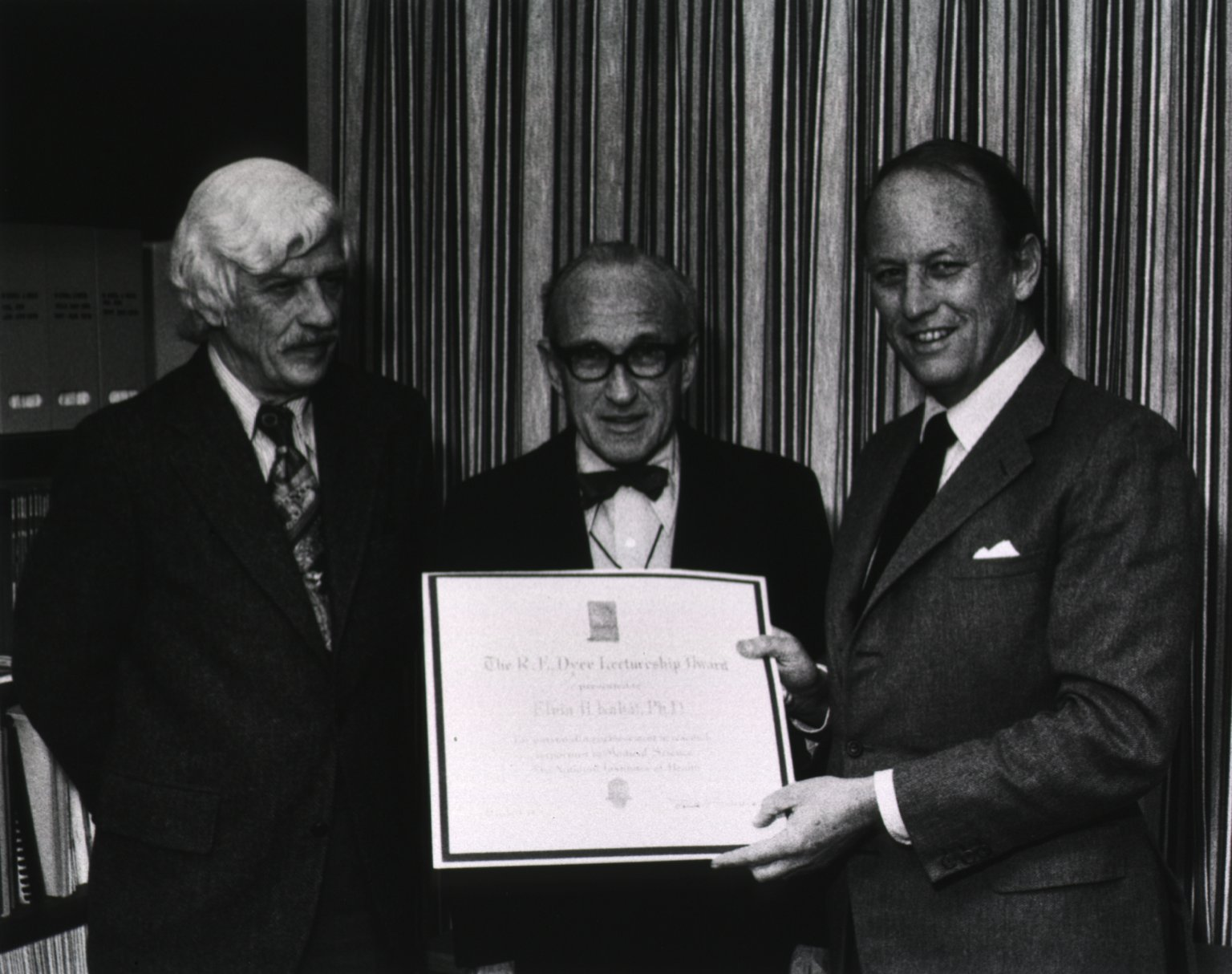
Elvin A. Kabat (Mitte), erster Doktorand und langjähriger Mitarbeiter von Michael Heidelberger

Nachdem seine Untersuchungen zu Blutfarbstoffen wie Hämoglobin ihn erstmals in Kontakt mit biochemischen Fragestellungen gebracht hatten, beschäftigte sich Michael Heidelberger auf Anregung von Karl Landsteiner mit immunologischen Arbeitstechniken. 1927 wechselte er an das New Yorker Mount Sinai Hospital, da Simon Flexner der Meinung war, dass Michael Heidelberger beim Verbleib am Rockefeller Institute im Schatten von herausragenden Wissenschaftlern wie Karl Landsteiner, Oswald Avery und Walter Jacobs stehen würde. Bereits im folgenden Jahr wurde er Associate Professor für Medizin an der Columbia University; von 1929 bis 1945 wirkte er dort als Associate Professor für biologische Chemie, von 1945 bis 1948 als Professor für Biochemie sowie von 1948 bis 1956 als Professor für Immunchemie. Parallel dazu war er ebenfalls von 1928 bis 1956 als Chemiker am New Yorker Presbyterian Hospital tätig, einem Lehrkrankenhaus der Columbia University, an dem er ein eigenes Labor etablierte und sich unter anderem Untersuchungen zu Thyreoglobulin sowie zur Aufreinigung der Antigene von hämolytischen Streptokokken widmete.
Zum Schwerpunkt seiner Forschung wurde jedoch die Aufklärung der Natur der Serumbestandteile, die mit den bakteriellen Kapselpolysacchariden zur Präzipitation führten, und damit die Klärung der Frage, ob es sich bei Antikörpern um Proteine aus der Klasse der Globuline handelt. Im Rahmen dieser Untersuchungen entwickelte er zusammen mit seinen Mitarbeitern eine als Präzipitin-Reaktion bezeichnete quantitative Methode zur Untersuchung der Antigen-Antikörper-Reaktion. Durch diese Studien wurde der britische Immunologe John Marrack, der 1934 unter dem Titel „The Chemistry of Antigens and Antibodies“ ein einflussreiches Werk zur chemischen Natur von Antigenen und Antikörpern veröffentlicht hatte, auf die Arbeiten von Michael Heidelberger aufmerksam, woraus sich eine zeitweise Zusammenarbeit und eine lebenslange Freundschaft zwischen beiden ergab. Zusammen mit Elvin A. Kabat, der zunächst als Student in Heidelbergers Labor tätig war und später dessen erster Doktorand wurde, arbeitete Michael Heidelberger zudem an der Verbesserung der Präzipitin-Reaktion und an der Untersuchung der als Agglutination bezeichneten Verklumpung von Bakterien nach Zugabe von Antiserum.
Aus der Zusammenarbeit mit Mikrobiologen des Krankenhauses ergaben sich darüber hinaus wichtige Beiträge zur klinischen Anwendung der Immunologie. So gelang Michael Heidelberger die Entwicklung eines wirksamen Antiserums zur Behandlung von Meningitis bei Kleinkindern. Außerdem konnte er schließlich Antikörper aufreinigen und nachweisen, dass es sich dabei tatsächlich um Globuline handelte. In den Jahren 1934 und 1936 absolvierte er mit einem Guggenheim-Stipendium mehrere Aufenthalte von jeweils etwa sechs Wochen Dauer im Labor des späteren Nobelpreisträgers The Svedberg an der Universität Uppsala, wo er mit den von Svedberg konstruierten Ultrazentrifugen die Molekülmasse von Antikörpern abschätzen und durch weitere Untersuchungen deren Proteincharakter endgültig belegen konnte. Anschließend wandte er sich der Untersuchung des Komplements zu, für das bis zu diesem Zeitpunkt nicht bekannt war, ob es sich um eine definierte Substanz oder eine Eigenschaft von frischem Blut handelte.

### Aktiver Ruhestand

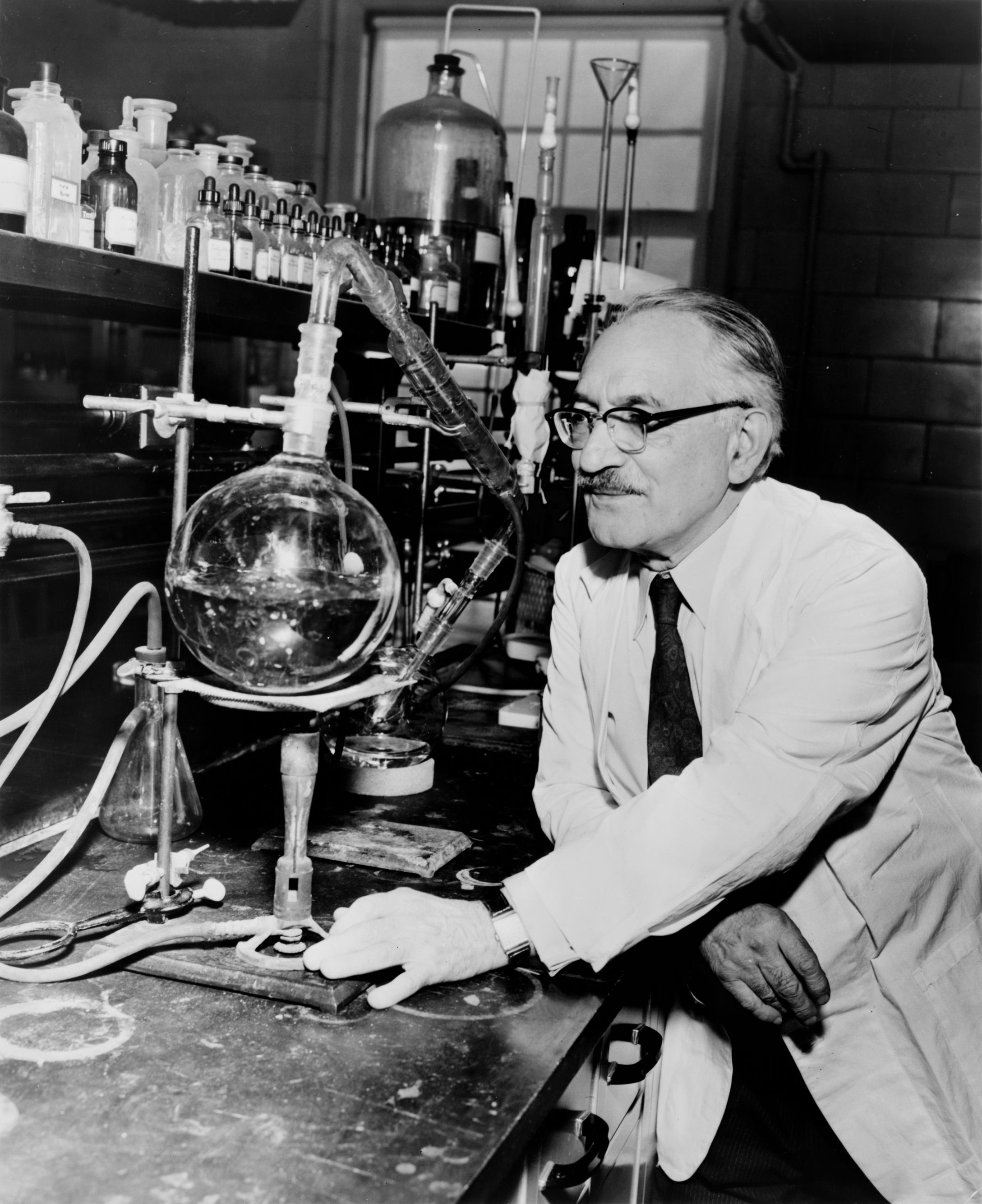
Der Mikrobiologe und Nobelpreisträger Selman A. Waksman, der Michael Heidelberger an die Rutgers University holte

Während des Zweiten Weltkrieges erhielt Michael Heidelberger den Auftrag, sich mit der Prävention und der Behandlung von Milzbrand bei Tieren sowie mit der Aufklärung des Wirkmechanismus von Rizin zu beschäftigen. Darüber hinaus untersuchte er zur Vorbeugung gegen Lungenentzündung die Impfung mit bakteriellen Polysacchariden, die zu diesem Zweck industriell von der Firma E.R. Squibb & Sons hergestellt worden waren, sowie die Behandlung von Malaria mit Antiseren, die mit den Parasiten der jeweiligen Patienten gewonnen wurden. Während die Studien zur Impfung gegen Pneumokokken positiv verliefen, ergaben die Arbeiten zur Malariatherapie keine nennenswerten Erfolge. In den Jahren 1947 und 1949 wurde er zum Präsidenten der American Association of Immunologists gewählt.
Kurz bevor er 1956 an der Columbia University im Alter von 68 Jahren emeritiert wurde, ging er auf Einladung von Selman Abraham Waksman, dem Entdecker des Antibiotikums Streptomycin, als Gastprofessor für Immunchemie an das Institut für Mikrobiologie der Rutgers University. Als mit steigendem Alter der Weg zwischen seinem Wohnsitz in New York und dem Sitz der Rutgers University in New Brunswick zunehmend beschwerlicher wurde, wechselte er 1964 als außerplanmäßiger Professor für pathologische Immunologie an die medizinische Fakultät der New York University, an der er bis kurz vor seinem Tod tätig war. Sowohl an der Rutgers University als auch an der New York University widmete er sich weiterhin der Erforschung bakterieller Polysaccharide.

### Privat- und Familienleben
Michael Heidelberger war ab Juni 1916 in erster Ehe verheiratet. Vier Jahre später wurde sein einziger Sohn Charles Heidelberger geboren, der später ebenfalls Chemiker wurde. Nachdem seine Frau 1946 an Krebs gestorben war, heiratete Michael Heidelberger neun Jahre später eine Violistin und Musiklehrerin, die im selben Haus wie er wohnte. Im Jahr 1977 musste er sich einer Herzoperation unterziehen, von der er sich in kurzer Zeit vollständig erholte. Sechs Jahre später starb sein Sohn, der sich der Krebsforschung gewidmet und unter anderem das Krebsmedikament 5-Fluoruracil entwickelt hatte; seine zweite Frau erlag 1988 einer langjährigen Alzheimer-Erkrankung.
Neben seinem wissenschaftlichen Wirken beteiligte sich Michael Heidelberger in politischer Hinsicht an verschiedenen Friedensinitiativen. So zählte er 1958 zu den Mitunterzeichnern eines vom späteren Friedensnobelpreisträger Linus Pauling initiierten Appells amerikanischer Wissenschaftler an die US-Regierung und die Völker der Welt für die Einstellung von Kernwaffentests. Während seiner Zeit an der New York University war er 1970 an Studentenprotesten gegen amerikanische Militäraktionen in Kambodscha beteiligt. Im folgenden Jahr unternahm er im Alter von 83 Jahren gemeinsam mit seiner zweiten Frau eine Weltreise; neben dem Reisen zählten das Klarinettespielen, das er auf professionellem Niveau beherrschte, und das Briefmarkensammeln zu seinen Hobbys. Überliefert sind Kammermusikauftritte von Michael Heidelberger auf verschiedenen wissenschaftlichen Tagungen zusammen mit Kollegen wie Felix Michael Haurowitz, der Klavier spielte.
Zwischen 1977 und 1981 veröffentlichte Michael Heidelberger seine Lebenserinnerungen in einer Serie von drei autobiografischen Artikeln, die in verschiedenen Fachzeitschriften erschienen. Er starb 1991 im Alter von 103 Jahren in seiner Heimatstadt infolge eines Schlaganfalls und war wenige Wochen zuvor noch im Labor tätig. Mit seinem Tod hinterließ er ein unvollendetes Manuskript für eine wissenschaftliche Publikation, an dem er die letzten zwei Jahre seines Lebens gearbeitet hatte.

## Wissenschaftliches Wirken

### Arbeiten im Bereich der Chemie

Strukturformel der chemotherapeutisch wirksamen Substanz Tryparsamid, die Michael Heidelberger während seiner Zeit am Rockefeller Institute mitentwickelte

In der ersten Phase von Michael Heidelbergers Karriere bis etwa zur Mitte der 1920er Jahre war er als Mitarbeiter des Rockefeller Institute in verschiedenen Projekten tätig. Ausgehend von seiner Ausbildung in organischer Chemie beschäftigte er sich zunächst vor allem mit der Synthese von Wirkstoffen zur Therapie von Infektionskrankheiten wie Syphilis und Poliomyelitis. Im Rahmen dieser Arbeiten trug er zur Entwicklung der Substanz Tryparsamid bei, die erfolgreich zur Therapie der in Afrika weitverbreiteten Schlafkrankheit eingesetzt werden konnte und außerdem in den USA zeitweise gegen die durch Treponema pallidum ausgelöste Neurosyphilis angewendet wurde. Gemeinsam mit Walter Jacobs veröffentlichte er während dieser Zeit rund 50 Publikationen, unter anderem in Fachzeitschriften wie dem Journal of Biological Chemistry und den Proceedings of the National Academy of Sciences. Außerdem gelang es ihm zusammen mit Walter Jacobs, die im Labor von Paul Ehrlich zum Beginn des 20. Jahrhunderts entwickelte Synthese von Arsphenamin zu reproduzieren, einer Substanz zur Behandlung von Syphilis. Weitere Arbeiten aus dieser Zeit betrafen Studien zu Herzglykosiden und zu Chininderivaten sowie zur chemischen Analytik. 1923 erschien ein von ihm verfasstes Laborhandbuch der organischen Chemie.

### Biochemische Studien

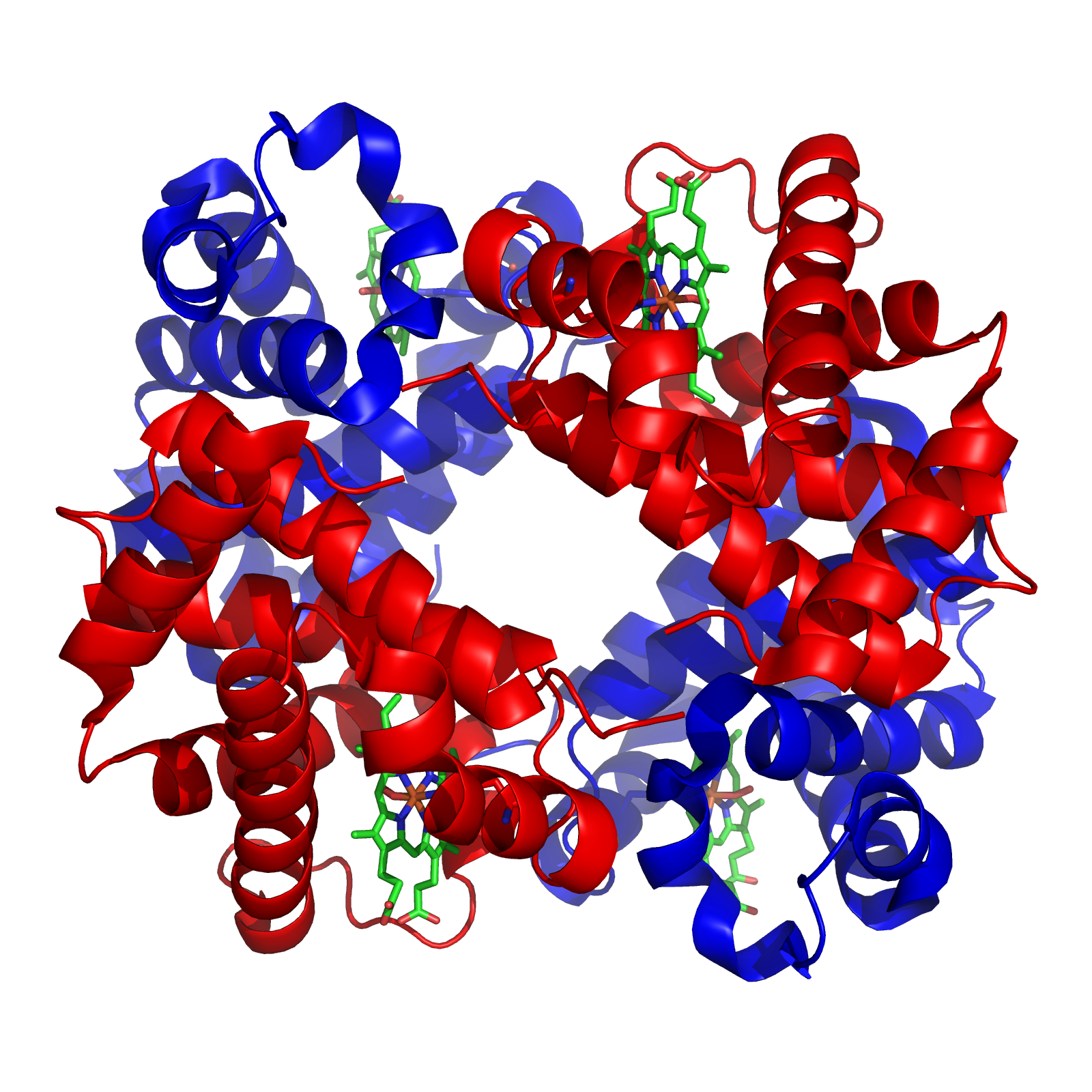
Kristallstruktur von Hämoglobin

Nach dem Ersten Weltkrieg begann Michael Heidelberger, sich mit biochemischen Fragestellungen wie der Untersuchung der Eigenschaften von Hämoglobin und dessen Bindungsvermögen für Sauerstoff zu beschäftigen. Dabei widmete er sich insbesondere der Darstellung großer Mengen der Oxy-Form des Hämoglobins in kristallisierter Form für Untersuchungen zum Sauerstoff-Hämoglobin-Gleichgewicht. Außerdem übernahm er serologische Untersuchungen für seine Kollegen am Rockefeller Institute. Im Rahmen seiner Zusammenarbeit mit Oswald Avery demonstrierte Michael Heidelberger, dass eine von Avery und seinen Mitarbeitern aus der Hülle von Pneumococcus-Zellen isolierte lösliche Substanz, die sich als essentiell für die Virulenz der Bakterien erwiesen hatte, nach ihrer Reinigung frei von Stickstoff war.
Auf diese Weise konnte er nachweisen, dass es sich bei der Substanz um ein Kohlenhydrat und nicht wie von den beteiligten Wissenschaftlern erwartet um ein Protein handelte. Damit wurde erstmals gezeigt, dass Polysaccharide als Antigene fungieren und die Produktion von spezifischen Antikörpern auslösen können. Mit nachfolgenden Untersuchungen an Gummi arabicum bewies er außerdem, dass vergleichbare immunologisch aktive Kohlenhydrate neben Bakterien auch in höheren Pflanzen vorkommen. Darüber hinaus konnte er gemeinsam mit Oswald Avery demonstrieren, dass die bakteriellen Kapselpolysaccharide mit Antiserum, das nach der Injektion von Pneumococcus-Zellen in Versuchstiere aus deren Blut gewonnen wurde, zu einer als Präzipitation bezeichneten Reaktion führten. Diese Arbeiten prägten in der Folgezeit sein lebenslanges Interesse an immunchemischen Fragestellungen.

### Beiträge zur Immunologie

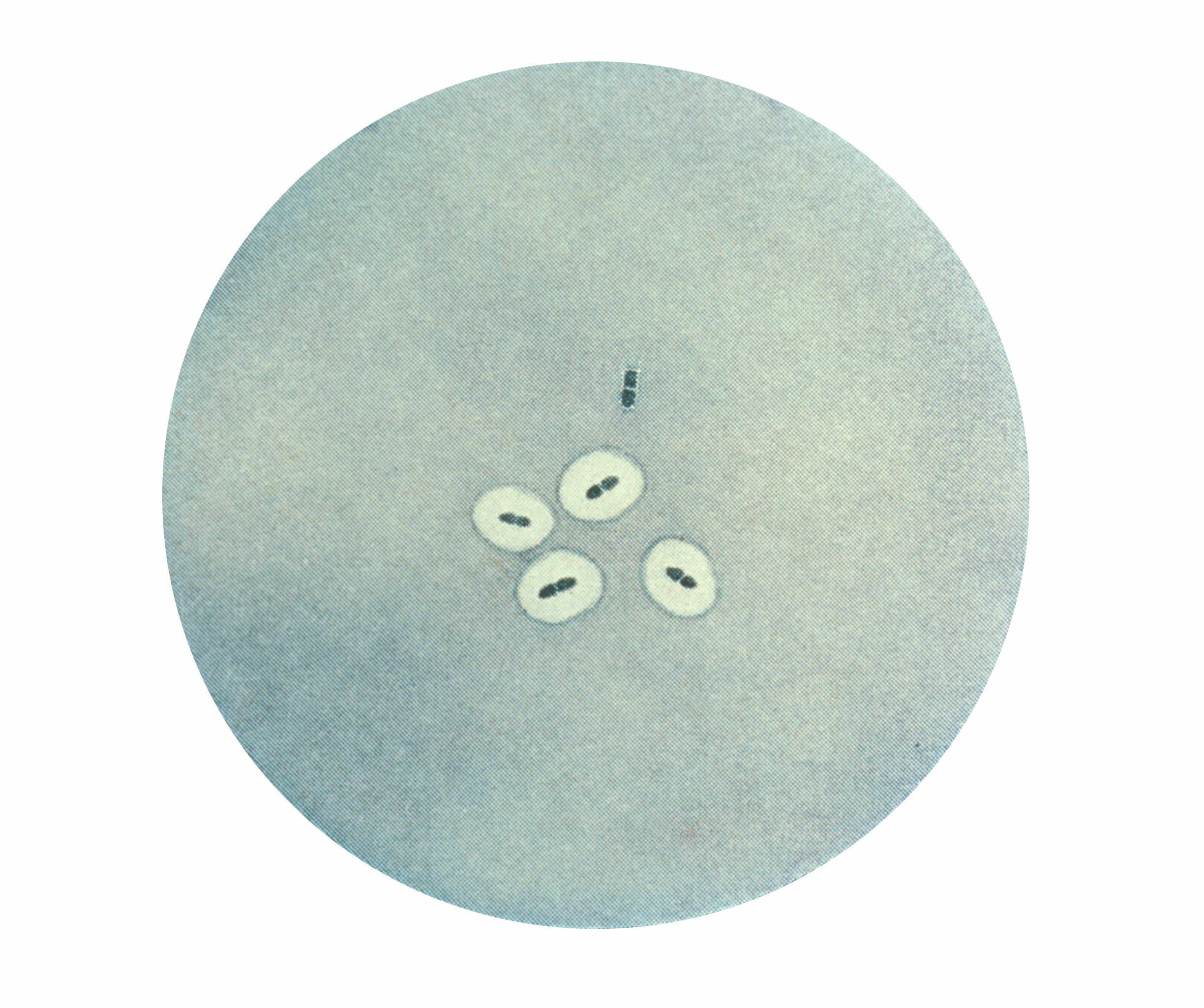
Streptococcus pneumoniae mit Polysaccharidkapsel, die aufgrund einer Schwellung nach Zugabe von spezifischen Antiseren sichtbar ist

Nach dem Wechsel an die Columbia University und an das Presbyterian Hospital etablierte Michael Heidelberger eine eigene Arbeitsgruppe, die jedoch selten mehr als zwei Mitarbeiter hatte, in der Regel einen Post-Doktoranden und einen technischen Assistenten. Zum zentralen Gegenstand seines wissenschaftlichen Interesses wurde in der Folgezeit zum einen die Untersuchung der chemischen und immunologischen Eigenschaften von Kapselpolysacchariden. Diese Arbeiten betrafen insbesondere deren Isolierung und Aufreinigung sowie die Aufklärung ihrer Struktur durch serologische und chemische Studien. Durch die Verwendung verschiedener Antiseren wies Michael Heidelberger nach, dass in unterschiedlichen Bakterienarten eine Vielzahl von immunologisch spezifischen Polysacchariden existiert. Zum anderen beschäftigte er sich, beeinflusst durch seine vorherigen Arbeiten mit Karl Landsteiner und Oswald Avery, mit der Aufklärung der Natur von Antigenen und Antikörpern, wodurch er Methoden der analytischen Chemie mit immunologischer Forschung verband. Zwischen 1929 und 1935 beschrieb er in mehreren Veröffentlichungen die methodischen Grundlagen sowie eine quantitative Theorie der Präzipitin-Reaktion.
Ein Jahr später konnte er zeigen, dass der Präzipitation und der Agglutination die gleichen Eigenschaften eines Antiserums zugrunde liegen und nicht, wie von anderen Immunologen vermutet, zwei verschiedene als „Präzipitine“ und als „Agglutinine“ bezeichnete Antikörperformen. Aufbauend auf den Arbeiten zur Präzipitin-Reaktion gelang ihm zwischen 1936 und 1938 mit einer Reihe von Studien der Nachweis, dass es sich bei Antikörpern um Proteine handelt. Zusammen mit seinem Mitarbeiter Elvin Kabat fand er durch Elektrophorese und Ultrazentrifugation auch heraus, dass Antikörper der Gamma-Fraktion der im Serum vorhandenen Globuline entsprechen. Anhand der Bestimmung der Molekülmasse und der Sedimentationsrate war es ihnen darüber hinaus möglich, zwei verschiedene Arten von Antikörpern zu unterscheiden, die zur damaligen Zeit die Bezeichnungen 7S und 19S erhielten und später als die Immunglobulin-Klassen IgG und IgM bekannt wurden. Außerdem konnten sie durch weitere Studien die Genauigkeit der Präzipitin-Reaktion verbessern und zeigen, dass die Agglutination von Bakterien mit Antiserum eine Präzipitin-Reaktion auf der Oberfläche der Bakterienzellen war.
Rund 20 Publikationen von Michael Heidelberger – zum Teil gemeinsam mit Manfred M. Mayer – betrafen darüber hinaus Untersuchungen zum Komplementsystem und dessen Wirkung auf Bakterien und auf Antigen-Antikörper-Komplexe. Zusammen mit Immunologen aus Deutschland wies er unter anderem nach, dass es sich beim Komplement um verschiedene Proteine im Blutplasma handelt und nicht, wie von Jules Bordet postuliert, um einen vorübergehend bestehenden kolloidalen Zustand des Serums. Dies bestätigte unter anderem frühere Ideen von Paul Ehrlich.

## Rezeption

### Lebenswerk

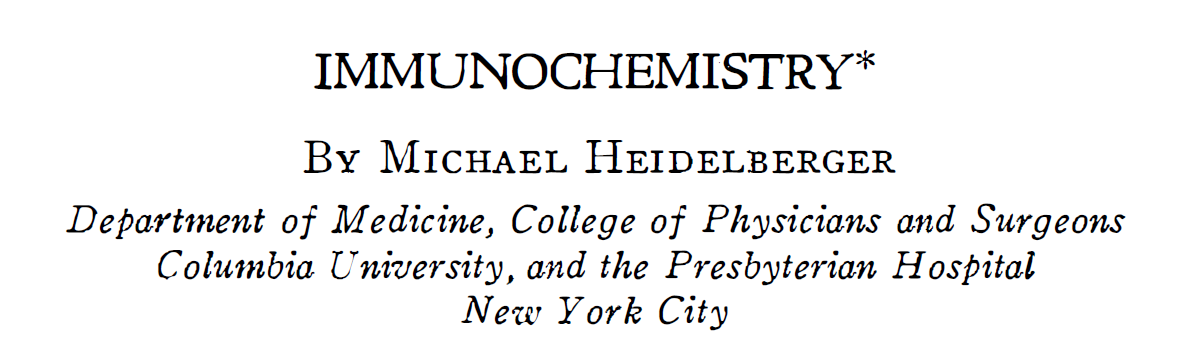
Eine Übersichtsarbeit (Ann. Rev. Biochem., 1935) von Michael Heidelberger zur Immunchemie, einem Fachgebiet, das er durch seine Arbeiten mitbegründete und grundlegend beeinflusste

Michael Heidelberger trug mit den Ergebnissen seiner Forschung entscheidend dazu bei, verschiedene bioanalytische Methoden auf der Basis der spezifischen Antigen-Antikörper-Reaktion in die Forschung und die klinische Diagnostik einzuführen. Damit hatte er wesentlichen Anteil an der Entwicklung der Immunologie von einer überwiegend beschreibenden zu einer mit präzisen quantitativen Methoden arbeitenden Wissenschaft sowie an der Etablierung der Immunchemie als neue Teildisziplin der Immunologie. Die von ihm entwickelten Techniken, insbesondere die Präzipitin-Reaktion, und davon abgeleitete immunchemische Verfahren wie Enzyme-linked Immunosorbent Assays und Radioimmunassays ermöglichten die Identifizierung, die Strukturaufklärung und die quantitative Messung von Proteinen und Polysacchariden mit einem Maß an Standardisierung, Sensitivität und Spezifität, das zuvor mit keiner anderen Methode annähernd erreichbar war.
Mit dem Nachweis, dass es sich bei Antikörpern um Proteine handelt, löste er in den 1930er Jahren eine der wichtigsten Fragen der Immunologie der damaligen Zeit, wodurch das Verständnis von Antikörpern grundlegend verändert wurde. Diese Arbeiten führten die Immunologie weg von der Auffassung, dass es sich bei den durch Antiseren ausgelösten Reaktionen um rein physikalische Serumeigenschaften handeln würde, die bis zu diesem Zeitpunkt als „Antikörperfunktion“ des Serums bezeichnet wurden. Durch die Ergebnisse von Michael Heidelbergers Forschung setzte sich stattdessen die Erkenntnis durch, dass Antikörper chemisch definierte Moleküle sind, deren Eigenschaften und Interaktionen mit Antigenen biochemisch und molekularbiologisch untersucht und gemessen werden konnten. Im Bereich der klinischen Immunologie leistete er mit seinen Studien wesentliche Beiträge zur Nutzung von bakteriellen Polysacchariden für eine Impfung gegen Pneumokokken-bedingte Erkrankungen, zur Untersuchung der Effektivität von Immunisierungen sowie zur Aufklärung der Mechanismen allergischer Reaktionen.
Aufgrund seines außergewöhnlich langen Lebens war Michael Heidelberger seit dem Tod von Jules Bordet der letzte der Wissenschaftler, die zwischen 1950 und 1960 mit ihrer Forschung den Beginn der modernen Immunologie markierten. Er veröffentlichte insgesamt 365 wissenschaftliche Publikationen, davon rund 100 nach seiner Emeritierung im Jahr 1956. Zwischen seiner ersten Publikation im Jahr 1909 und seiner letzten im Jahr 1985 vergingen mehr als sieben Jahrzehnte. Damit publizierte er Abhandlungen in jedem Jahrzehnt des 20. Jahrhunderts mit Ausnahme der 1990er Jahre, eine Leistung, die als einmalig in der Wissenschaftsgeschichte gilt.

### Auszeichnungen
Die wissenschaftlichen Leistungen von Michael Heidelberger wurden sowohl in den Vereinigten Staaten als auch in anderen Ländern durch hochrangige akademische und staatliche Ehrungen gewürdigt. So erhielt er zwischen 1947 und 1977 von 15 verschiedenen Universitäten in Europa und den USA einen Ehrendoktortitel. Darüber hinaus wurde er in die National Academy of Sciences (1942), die Königlich Dänische Akademie der Wissenschaften (1957), die Accademia Nazionale dei Lincei (1963), die American Philosophical Society (1968), die American Academy of Arts and Sciences (1972) und die Royal Society (1975) sowie als Ehrenmitglied in verschiedene nationale und internationale chemische, immunologische und mikrobiologische Fachgesellschaften aufgenommen. Michael und Charles Heidelberger gehörten zu den wenigen Vater-Sohn-Paaren, die zu Lebzeiten gemeinsam Mitglieder der National Academy of Sciences waren.
Zu den Preisen, die ihm verliehen wurden, gehörten unter anderem der Albert Lasker Award for Basic Medical Research (1953), der Emil-von-Behring-Preis (1954), die National Medal of Science (1967), der Louisa-Gross-Horwitz-Preis (1977), der Claude S. Hudson Award (1978) und der Albert Lasker Award for Clinical Medical Research (1978). Damit zählt er zu den bisher sechs Wissenschaftlern, die von der Lasker Foundation zweimal geehrt wurden. Er erhielt außerdem 1953 das Offizierskreuz des belgischen Ordens Leopolds II. und wurde 1966 zum Offizier der französischen Ehrenlegion ernannt, die ihm 1949 bereits das Ritterkreuz verliehen hatte. Der Aufnahme in die Ehrenlegion, deren Insignien er stets am Revers seiner Jacke trug, maß er neben der Mitgliedschaft in der Royal Society besondere Bedeutung bei. Nach Michael Heidelberger benannt ist unter anderem die seit 2001 jährlich vergebene Heidelberger-Kabat Distinguished Lectureship in Immunology an der Columbia University.
Zwischen 1937 und 1962 wurde Michael Heidelberger 23-mal für einen Nobelpreis nominiert, 3-mal für Chemie, 20-mal für Medizin.

## Veröffentlichungen (Auswahl)
- An Advanced Laboratory Manual of Organic Chemistry. New York 1923
- Relation of Proteins to Immunity. In: Carl L.A. Schmidt (Hrsg.) The Chemistry of the Amino Acids. Springfield IL 1938, S. 953–974
- Recent Chemical Trends in the Study of Immunity. In: Maurice B. Visscher (Hrsg.): Chemistry and Medicine. Minneapolis 1940, S. 139–156
- Immunochemistry. In: David E. Green (Hrsg.): Currents in Biochemical Research. New York, 1946, S. 453–460
- Immunochemistry of Antigens and Antibodies. In: Robert A. Cooke (Hrsg.): Allergy in Theory and Practice. Philadelphia 1947, S. 81–99
- Lectures in Immunochemistry. New York 1956
- Immunochemical Approaches to Problems in Microbiology. New Brunswick 1961 (als Mitherausgeber)
- Perspectives in the Biochemistry of Large Molecules. New York 1962 (als Herausgeber)
- Karl Landsteiner. June 14, 1868 – June 26, 1943. In: Biographical Memoirs. Band 40. Washington D.C. 1969, S. 176–210
- Immunochemistry of Bacterial Polysaccharides. In: George Kwapinski (Hrsg.), Eugene D. Day (Hrsg.): Research in Immunochemistry and Immunobiology. Band 3. Baltimore 1973, S. 1–40